# 17777 Ornicar
17777 Ornicar è un asteroide della fascia principale. Scoperto nel 1998, presenta un'orbita caratterizzata da un semiasse maggiore pari a 2,2455233 UA e da un'eccentricità di 0,1571192, inclinata di 4,75564° rispetto all'eclittica.